# オルトシアー
オルトシアー（古希: Ορθωσία, Orthosiā, ラテン語: Orthosie）は、ギリシア神話に登場する女神である。季節の女神ホーラーの1柱で、大地の繁栄を司る。その名は「繁栄」を意味する。日本語では長母音記号を省略してオルトシアとも表記される。
ガイウス・ユリウス・ヒュギーヌスの『ギリシア神話集（Fabulae）』によると、ゼウスとテミスの娘で、アウクソー、エウノミアー、ペルーサー、カルポー、ディケー、エウポリアー、エイレーネー、タローと姉妹。大地の豊饒を司り、季節の秩序と人間社会の秩序を司る女神を加えた9柱のホーラーの1柱である。